# Rumat al-Heib
Rumat al-Heib (en arabe : رُمة الهـَيـْب ; en hébreu : אל-הייב) est un village bédouin du nord d'Israël. Le conseil régional d'Al-Batuf est situé près de Nazareth en Basse Galilée. En 2019, la population était de 200.

## Histoire

### Antiquité
Les traces d'une voie romaine reliant Akko, Sepphori et Tibériade ont été retrouvées dans ce village. Ce vestige date du règne de l'empereur Hadrien, il y'a 1800 ans.

### L'ère du mandat britannique
Le village a été créé au début des années 1920 par des membres de la tribu arabe al-Heib et portait à l'origine le nom de la famille.
Lors du recensement de 1931, la population a été comptabilisée avec Rumana à proximité , et ensemble, ils comptaient 197 habitants; 195 musulmans et 2 chrétiens, dans un total de 36 maisons.